# 교회 라틴어
교회 라틴어(영어: Ecclesiastical Latin, Church Latin) 또는 전례 라틴어(영어: Liturgical Latin)는 초기에 기독교 사상을 논의하기 위해 개발된 라틴어의 한 형태이며 나중에 중세 및 초기 현대 유럽의 상류층에 의해 링구아 프랑카로 사용되었다. 여기에는 기독교 의미로 용도가 변경된 속라틴어 및 고전 라틴어의 단어가 포함된다. 그것은 어휘, 형식 및 구문을 공유하는 동시에 고전 라틴어보다 덜 양식화되고 형식이 엄격하지 않으며 동시에 항상 언어와 함께 있었지만 고전 라틴어의 문학 작가가 배제한 비공식적 요소를 통합한다.
그것의 발음은 8세기 후반 카롤링거 르네상스 시대에 카롤루스 대제의 교육 개혁의 일환으로 부분적으로 표준화되었으며, 프랑스와 영국에서 사용된 이 새로운 문자별 발음은 몇 세기 후 이베리아와 이탈리아에서 채택되었다. 시간이 지남에 따라 발음은 현지 모국어에 따라 다양해졌으며, 현재는 라틴어 텍스트를 읽기 위해 크게 버려졌던 라틴어의 전통적인 영어 발음과 같이 매우 다양한 형태가 되었다. 성공회 같은 특정 개신교 교회와 가톨릭교회에서는 20세기에 이르러 현대 이탈리아 음운론에 기초한 발음이 보편화되었다.
교회 라틴어는 가톨릭교회와 성공회, 루터교, 감리교, 그리고 동방 정교회의 서방 예식에서 사용되는 전례어였다.  오늘날 교회 라틴어는 주로 가톨릭교회의 공식 문서, 트리엔트 미사에서 사용되며 여전히 성직자들이 배우고 있다.
신학 작업, 전례 예식 및 교의적 선언에 사용되는 교회 라틴어는 양식이 다양하다. 불가타에서 구문론적으로 단순하고 로마 미사 정경에서 계층적(매우 절제됨)이며, 토마스 아퀴나스의 신학대전에서 간결하고 전문적이다. 반면 교황 요한 바오로 2세의 회칙인 신앙과 이성에 사용된 교회 라틴어 양식은 키케로적(구문적으로 복잡함)이다.

## 용법

### 고대 말기
교회에서 라틴어의 사용은 4세기 말 395년 테오도시우스 황제 이후 로마 제국이 분열되면서 시작되었다. 이 분리 이전에 그리스어는 교회의 주요 언어이자 로마 제국의 동방 언어였다. 분열 이후 히에로니무스와 같은 초기 신학자들은 그리스어와 히브리어 텍스트를 서로마 제국의 지배적인 언어인 라틴어로 번역했다. 로마 제국의 서쪽 절반에서 그리스어의 상실과 로마 제국의 동쪽 절반에서 라틴어의 상실은 즉각적인 것이 아니라 언어 문화와 교회의 발전을 변화시켰다. 교회 라틴어가 고전 라틴어와 특히 다른 점은 번역 언어로서의 유용성이다. 이는 코이네 그리스어에서 구문을 차용하고 동화하며 어휘를 차용하는 동시에 일부 라틴어 단어의 의미를 코이네 그리스어 원본, 때로는 히브리어 원본의 자체 번역의 의미에 적용하기 때문이다.

### 중세
처음에는 라틴어와 실제 로망스어 토착어 사이에 구분이 없었다. 전자는 후자의 전통적인 서면 형식일 뿐이다. 예를 들어, 9세기 스페인에서 ⟨saeculum⟩는 단순히 '세기'를 의미하는 [sjeglo] 철자의 올바른 방법이었다. 작가는 오늘날 영어 사용자가 ⟨knight⟩를 */knɪxt/ 로 발음하는 것처럼 /sɛkulum/ 으로 소리내어 읽지 않았을 것이다.
교회 라틴어의 구어 버전은 나중에 카롤링거 르네상스에 만들어졌다. 카롤루스 마그누스에 의해 프랑스에서 라틴어 쓰기의 표준을 개선하는 임무를 맡은 영국 학자 앨퀸은 라틴어 철자에 대한 상당히 문자 그대로의 해석을 기반으로 발음을 규정했다. 카롤링거 왕조의 개혁은 곧 새로운 교회 라틴어를 프랑스에서 로망스어가 사용되는 다른 지역으로 가져왔다.

### 종교 개혁과 현대 개신교회에서의 사용
서방 교회에서 라틴어의 사용은 근대 초기까지 계속되었다. 종교 개혁 기간 동안 마르틴 루터의 신조 중 하나는 당시 많은 사람들이 이해하지 못했던 언어인 라틴어가 아닌 일반 언어 로 예배와 종교 문서를 작성하는 것이었다. 개신교인들은 예배에서 라틴어를 사용하는 것을 자제했지만, 개신교 성직자들은 18세기까지 라틴어가 고등 학문과 신학 사상의 언어였기 때문에 라틴어를 배우고 이해해야 했다. 종교개혁 이후 루터교회에서는 라틴어가 주중 미사의 언어로 유지되었지만 일요일 안식일에는 독일어 미사(Deutsche Messe)를 드려야 했다. 제네바의 개혁 교회들 사이에서 "자신의 신앙을 증명하기 위해 당회에 소집된 사람들은 성부 성가, 아베 마리아, 라틴어 신조를 낭송함으로써 응답했다." 성공회에서는 일반 기도서가 영어와 함께 라틴어로 출판되었다. 감리교회의 창시자 존 웨슬리는 마르틴 루터와 장 칼뱅이 그 시대에 그랬던 것처럼 교리서에 라틴어 텍스트를 사용했다. 뷔르템베르크와 라인란트의 개신교 성직자 훈련에서 대학은 신학 학생들에게 라틴어를 가르쳤고 그들의 시험은 이 언어로 진행되었다. 개혁주의 후원 하에 있는 몽토방 대학교는 신학생들이 두 개의 논문을 완성하도록 요구했는데, 그 중 하나는 라틴어로 되어 있었다. 따라서 개혁파 목사들은 가톨릭 신학생에 필적하는 "훈련에 의한 라틴주의자"였다.

### 현대 가톨릭교회에서의 사용
교회 라틴어는 현재까지 가톨릭교회의 공용어로 사용되고 있다. 제2차 바티칸 공의회 (1962-1965)는 미사를 모국어로 번역할 것을 결정했다. 교회는 다른 모든 언어로 번역할 때 참조할 수 있는 하나의 명확한 기준점을 제공하는 라틴어로 된 전례문을 제작했다. 교회법 본문도 마찬가지이다. 교황 베네딕토 16세는 뜻밖의 라틴어 사임 연설을 했다.
교황청은 수세기 동안 일반적으로 현대 언어로 문서 초안을 작성했지만 사도좌공보에 게시된 권위 있는 텍스트는 일반적으로 라틴어로 작성되었다. 일부 텍스트는 처음에 현대 언어로 출판될 수 있으며 라틴어 버전(또는 "editio typica")에 따라 이 라틴어 버전이 출판된 후 나중에 개정될 수 있다. 예를 들어, 가톨릭교회 교리서는 1992년에 프랑스어로 초안을 작성하고 출판했다. 라틴어 원문은 5년 후인 1997년에 등장했고 프랑스어 원문은 라틴어 원문과 일치하도록 수정되어 공식 원문으로 간주된다. 바티칸 국무원의 라틴어 부서(구 Secretaria brevium ad principes et epistolarum latinarum )는 교황 및 교황청 문서의 라틴어 작성을 담당한다. 때로는 공식 문서가 현대 언어로 출판되기도 한다. 예를 들어, 유명한 교황 비오 10세(이탈리아어)의 Tra le sollecitudini(1903) 칙령과 교황 비오 11세(독일어)의 Mit brennender Sorge (1937) 칙령이 있다.

## 고전 라틴어와의 비교
고전 라틴어와 교회 라틴어 사이에는 많은 차이가 없다. 둘 사이의 주요 차이점은 발음과 철자, 어휘에 있기 때문에 고전 텍스트의 라틴어를 알면 교회 라틴어를 이해할 수 있다.
많은 국가에서 전례 또는 기타 교회 목적으로 라틴어를 사용하는 사람들은 로마에서 전통적으로 된 발음을 사용하여 문자에 현대 이탈리아어의 값을 부여하지만 "E"와 "O"를 구분하지 않고 사용한다. "AE"와 "OE"는 "E"와 합쳐진다. 그리고 "I", "C" 및 "G"는 각각 /t͡ʃ/ (영어 "CH") 및 /d͡ʒ/ (영어 "J")로 발음된다. 모음 앞의 "TI"는 일반적으로 /tsi/ 로 발음된다(앞에 "S", "T" 또는 "X"가 없는 경우). 이러한 화자는 자음 "V"("U"로 표기되지 않음)를 영어에서와 같이 /v/ 로 발음하고 이중자음은 그대로 발음한다. 고전 라틴어에서는 장모음과 단모음의 구분을 무시하고 장모음을 표시하는 가로선인 'macron' 대신 악센트를 악센트로 사용한다. 2음절 단어의 첫 음절에 강세가 있다. 긴 말로는 강세 모음 위에 날카로운 악센트가 위치한다: 아도레무스(adorémus)는 '우리가 경배하게', 도미니(Dómini)는 '주님의'.

## 언어 자료
라틴어로 된 성서의 전체 본문인 개정판 불가타는 신불가타 - 성서 모음집(Nova Vulgata - Bibliorum Sacrorum Editio)에 있다. New Advent는 전체 성경을 두에 버전으로 각 구절의 속라틴어와 함께 구절별로 제공한다.
1976년 교황 바오로 6세가 라틴어 연구와 사용을 촉진하기 위해 라티니타스 재단(라틴어로 Opus Fundatum Latinitas)을 설립했다. 본사는 바티칸 시국에 있다. 재단은 라틴어로 된 시조 분기별 간행물을 발행한다. 라티니타스 재단은 2012년에 교황청 라틴어 아카데미로 대체되었다.

## 현재 사용
라틴어는 여전히 성좌의 공용어이며 가톨릭교회의 로마 전례어이다. 1960년대까지 그레고리안과 같은 로마 대학에서 가톨릭 사제들은 라틴어 교과서를 사용하여 신학을 공부했고 많은 신학교의 교육 언어도 라틴어로 교부들의 언어로 여겨졌다. 그러나 교육학 및 신학 연구에서 라틴어 사용은 그 이후로 감소했다. 그럼에도 불구하고, 교회법은 "신학교와 교황청 대학에서 라틴어의 사용이 이제 멸종될 정도로 줄어들었지만" 라틴어에 대한 철저한 훈련을 제공하기 위해 신학교 양성을 요구한다. 라틴어는 제2차 바티칸 공의회와 같은 가톨릭 지도자들의 최근 국제 모임에서 여전히 사용되었으며 새 교황을 선출하기 위한 콘클라베에서 여전히 사용된다. 2004년 주교 시노드의 제10차 정기 총회는 토론을 위한 라틴어 그룹이 있었던 가장 최근의 총회였다.
비록 라틴어가 서양(라틴)교회의 전통적인 전례 언어이지만, 제2차 바티칸 공의회 이후 전례 개혁 이후로 이 방언의 전례 사용이 지배적이었다: 라틴 교회의 전례법은 미사를 라틴어 또는 전례 본문이 있는 다른 언어로 기념할 수 있다고 명시하고 있다. 1962년 형식의 트리엔트 미사를 계속 사용할 수 있도록 승인하고 처음 라틴어로 읽은 성경 읽기를 선포할 때 모국어 사용을 허가한다.
성공회와 루터교회와 같은 역사적인 개신교 교회에서는 때때로 미사를 찬송하는데 교회 라틴어가 사용된다.

## 같이 보기
- 고전 라틴어
- 민중 라틴어

### 추가 자료
- A Primer of Ecclesiastical Latin by John F. Collins, (Catholic University of America Press, 1985) ISBN 0-8132-0667-7. A learner's first textbook, comparable in style, layout, and coverage to Wheelock's Latin, but featuring text selections from the liturgy and the Vulgate: unlike Wheelock, it also contains translation and composition exercises.
- Mohrmann, Christine (1957). 《Liturgical Latin, Its Origins and Character: Three Lectures》. Washington, DC: Catholic University of America Press.
- Scarre, Annie Mary (1933). 《An Introduction to Liturgical Latin》. Ditchling: Saint Dominic's Press.
- Nunn, H. P. G. (1922). 《Introduction to Ecclesiastical Latin》 (영어). Cambridge: Cambridge University Press. 186쪽.

### 라틴어와 가톨릭교회
- Pope John XXIII (1999) [1962]. “Veterum Sapientia: Apostolic Constitution on the Promotion of the Study of Latin”. Adoremus: Society for the Renewal of the Sacred Liturgy. (in Latin here)
- “What the Church Says on the Latin Language”. Michael Martin.
- Catechism of the Catholic Church in Latin
- Fr. Nikolaus Gihr, The Holy Sacrifice of the Mass "The Language Used in the Celebration of the Holy Mass 보관됨 2011-06-05 - 웨이백 머신"

### 성경
- The Latin Vulgate version of the Bible
- NewAdvent.org Side-by-side comparisons of the Ancient Greek, English, and Latin Vulgate Bibles.
- Ordo Missae of the 1970 Roman Missal, Latin and English texts, rubrics in English only
- Latin-English Study Bible Side-by-side of the Vulgate Latin and English
- Parallel Latin-English Psalter 보관됨 2015-11-21 - 웨이백 머신

### 성무일도
- Divinum Officium
- Latin-English pre-Vatican-II Breviary 보관됨 2018-11-18 - 웨이백 머신

### 기타 문서
- “Documenta Latina”. The Holy See. 2009년 10월 13일에 확인함.
- "Documenta Catholica Omnia"—Multi-language Catholic eBook database of all the writings of Holy Popes, Councils, Church Fathers and Doctors, and Allied Auctors. Retrieved November 2018.
- “Thesaurus Precum Latinarum: Treasury of Latin Prayers”. Michael Martin. 2009년 10월 13일에 확인함.
- The Christian Latin Library—a collection of ecclesiastical Latin texts by Christian authors. Retrieved November 2018.
- Complete Latin works of St. Augustine
- Latin Logos Library—contains Classical, Medieval, and Ecclesiastical texts.
- The Logic Museum—a collection of ecclesiastical Latin. Retrieved November 18.
- Pope Benedict XVI's First Message with interlinear Latin-English translations

### 강의
- "First Experience Latin with Fr. Reginald Foster", an ecclesiastical Latin course. Retrieved November 2018.
- The Vatican's Lexicon Retrieved November 2018.
- Latin Dictionary and Grammar Aid 보관됨 2012-01-30 - 웨이백 머신. Retrieved November 2018.